# 林荘太郎
林 荘太郎（はやし しょうたろう、1885年（明治18年）6月16日 - 1947年（昭和22年）3月26日 ）は、日本の実業家である。総合商社である兼松第4代（兼松社長としては初代）取締役統括を務め、海洋化学研究所設立に出資した。この他にも、東邦金属製線、日本絹共販の各取締役、商工省諮問委員、神戸商工会議所顧問も務めた。岡山県倉敷市出身。

## 経歴

### 生い立ち
1885年（明治18年）、岡山県浅口郡玉島町（現：倉敷市玉島）の父・林廣三郎と母よしの長男として出生する。その後、旧制岡山県立高梁中学（現：岡山県立高梁高等学校）へ入学、同期には、東京競馬場長・日本競馬会（現：日本中央競馬会）常務理事の横屋潤、山発商店社長（現：アングル）の山本発次郎、大阪無線電気学校（現：大阪電気通信大学）の初代校長となる長野新十郎がいた。1904年（明治37年）同校を卒業する。
その後、同年、東京高等商業学校（現：一橋大学）へ入学し、1907年（明治40年）7月に同校を卒業する。

### 実業家として
商業学校卒業後、すぐに兼松商店（現：兼松）へ入社する。入社当初は主に会計や営業の実務を担当していた。1920年（大正9年）、兼松商店は複数の幹部が健康問題などで辞任するという組織的危機を迎える。その再建において、林は東京支店の支店長心得として指名され、事実上の支店責任者として東京地区の業務建て直しに従事した。翌、1921年（大正10年）には、35歳で兼松商店の取締役に就任し、東京から神戸本店に戻って経営全般に関与するようになる。このとき、林は兼松商店の全体運営において、財務面、特に資金管理や為替取引を中心に責任を担うようになった。
昭和初期、兼松商店は従来の同族経営的性格から脱却し、法的整備と制度化を迫られていた。とくに創業者の兼松房治郎の後を継ぎ、強力なリーダーシップを発揮していた北村寅之助の引退の影響は大きく、経営の中心が喪失し、合議制による意思決定への移行が求められた。この状況下で、林は神戸本店における総務・会計の最高責任者として重責を担うこととなる。彼の指導のもと、会計部は単なる経理部門にとどまらず、証券・為替・資金運用をも含む戦略的な部署として再編され、収益部門としての性格を帯びていく。林自身も為替取引や証券運用の戦略に深く関与し、1931年（昭和6年）には、金輸出再禁止と為替管理法施行という国際金融混乱の中、オーストラリア向け送金で25万円の為替差益を得るなど、重要な成果を挙げている。
また、同時期には豪州との羊毛貿易における政治的緊張も深まりつつあり、1932年（昭和7年）林は、豪州兼松に送った書簡で、オーストラリア側の保護主義貿易的な姿勢とイギリス政府による豪州産羊毛の全買い占めからくる対日圧力に懸念を示しながらも、冷静に日本の輸入依存の現状を分析し、過剰反応を避けて南アフリカから代替輸入試みている。

### 兼松商店の経営改革と社名の変更
こうした財務・外交両面での実務的手腕により、林は社内外から次第に「事実上のトップ」と見なされるようになっていく。1933年（昭和8年）には、林の提案によって「専務・常務制度」の創設が社内で正式に議題に上がった。これは、当時の兼松商店が法人格を有しながらも、明確な代表権の所在が不透明であったことに起因していた。林はこの制度導入により、責任の所在を明確にし、経営執行機能の一元化を図ろうとしたが、豪州支店を中心とする社外株主の一部からは反発があり、この段階では見送られた。
しかし、林はあきらめることなく、日本側の取締役との合意形成を続け、制度導入への地ならしを進めていく。1938年（昭和13年）、林は取締役会において、再度「専務・常務制度」の導入を強く提案し、今度は取締役互選制のもとで専務・常務を選出し、その者を代表取締役とするという制度が正式に可決された。この時、林荘太郎および御前綱一が専務取締役に、松木兼一と谷口三樹三郎が常務取締役に選ばれ、会社の意思決定構造が明文化された。
この制度導入により、兼松商店は従来の店主中心の合資会社的体制から、執行と監督が制度的に分離された法人組織へと転換する礎を築いた。林はこの体制下でも引き続き、総務・会計の実務を統括し、人的登用にも積極的であった。特に会計部には商業学校出身者や高等商業卒業者の若手を登用し、教育と実務の両面で育成に力を入れた。
1942年（昭和17年）には、林の提案によってさらに踏み込んだ組織改革が行われ、正式に「社長制度」が導入された。林荘太郎がその初代社長に就任し、商号も従来の「株式会社兼松商店」から「兼松株式会社」へと改称され、社員の呼称も「店員」から「社員」へと改められた。この改革によって、兼松商店は外見上の株式会社から実質的な株式会社への転換を果たし、取引先や官公庁に対する法人格の明確性を確保した。この後、海洋化学研究の設立資金の提供を行い、同財団の理事となる。
1946年（昭和21年）まで兼松の社長を務めた。その後、社長の座を谷口三樹三郎へ譲り退任する。林はこの他にも、神戸ロータリークラブ会長、東邦金属製線、日本絹共販の各取締役、や公職として、商工省諮問委員、神戸商工会議所顧問も務めている。また、個人では赤木桁平や田井庄之助、山本発次郎ら地元の学校出身者との交流が晩年まであった。
1947年（昭和22年）3月26日、61歳で死去。